# Sacco e rosso
Sacco e rosso (littéralement sac et rouge) est un tableau de l'artiste italien Alberto Burri, réalisé en 1954.

## Description
Sacco e rosso est une peinture acrylique rouge, sur laquelle est également collée une toile de jute.

## Historique
Alberto Burri peint Sacco e rosso en 1954.
L'œuvre est conservée au Tate Gallery de Londres, Royaume-Uni.